# Береги (Львовский район)
Береги (укр. Береги) — село в Пустомытовской городской общине Львовского района Львовской области Украины.
Население по данным 2023 года составляло 47 человек. Занимает площадь 1,49 км². Почтовый индекс — 81162. Телефонный код — 3230.